# Aurelia Suciu
Aurelia Suciu (n. 1882, Gherla – d. 1975, Gherla) a fost un deputat la Marea Adunare Națională de la Alba Iulia, ca delegat al Reuniunii „Sfânta Maria” a femeilor greco-catolice din Gherla.

## Biografie
Aurelia Suciu a fost profesoară, mai apoi directoare la Școala Normală Diecezană de fete din Gherla.

## Activitate politică
Aurelia Suciu a participat ca delegat al Reuniunii „Sfânta Maria” a femeilor greco-catolice din Gherla la Marea Adunare Națională de la Alba Iulia.

## Educație
Aurelia Suciu a studiat matematica și fizica în Budapesta.